# Transports en Azerbaïdjan

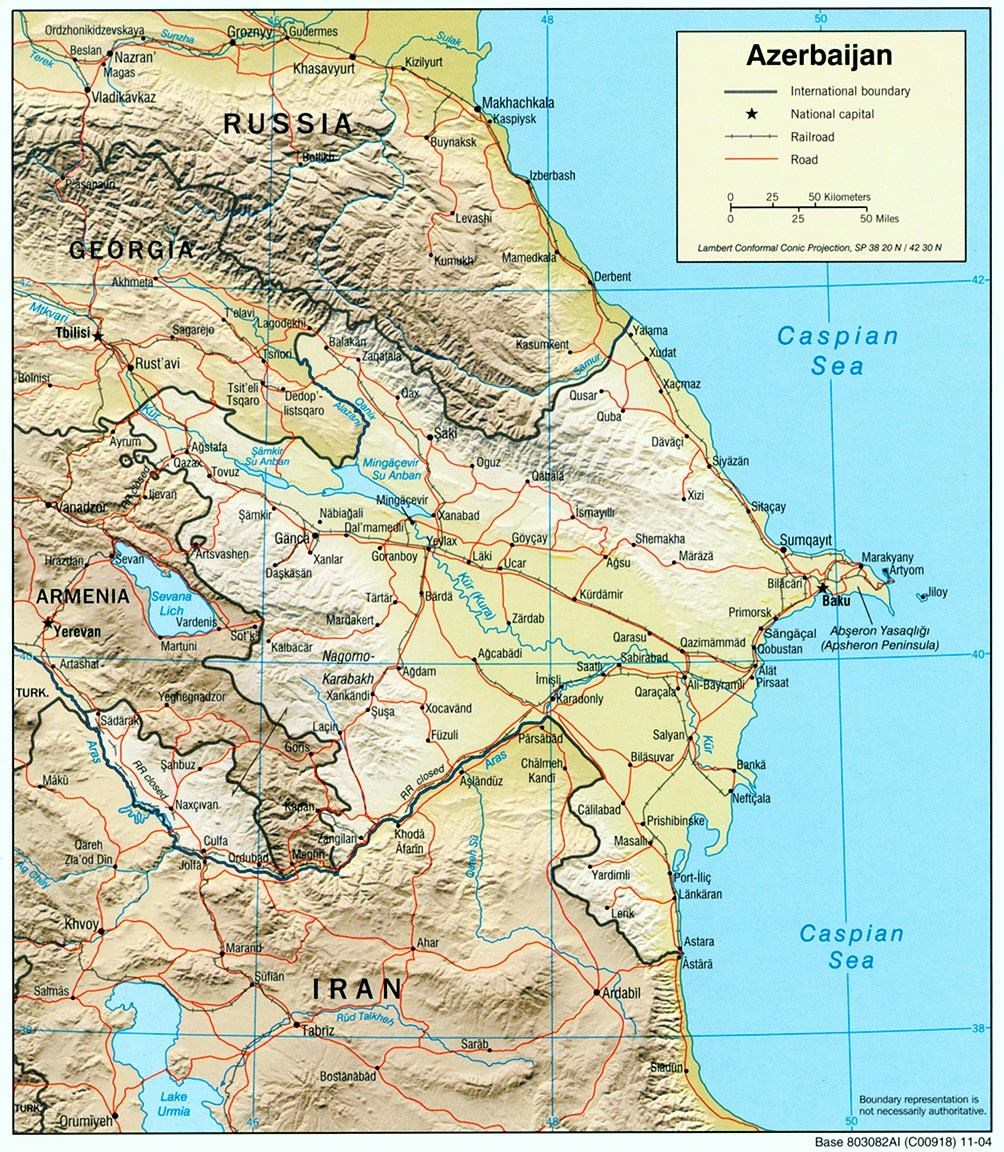
Carte géopolitique de l'Azerbaïdjan avec les réseaux ferroviaires et routiers.

Les transports en Azerbaïdjan reposent sur des infrastructures ferroviaires, routières et aéroportuaires. Le pays n'ayant pas accès à la mer ouverte et de l'océan, mais il dispose d'infrastructures maritimes et des ports en raison de son littoral sur la mer Caspienne, qui est une mer fermée. Le pays possède également une marine marchande, qui ne repose pas seulement dans la mer Caspienne, mais aussi dans les mers ouvertes. Ses cours d'eau ne sont en outre pas navigables. L'Azerbaïdjan est traversée par des axes routiers d'importance mondiale, dont deux relient les réseaux routiers de l'Europe et d'Asie.

## Chemins de fer

### Chemin de fer de l'Azerbaïdjan

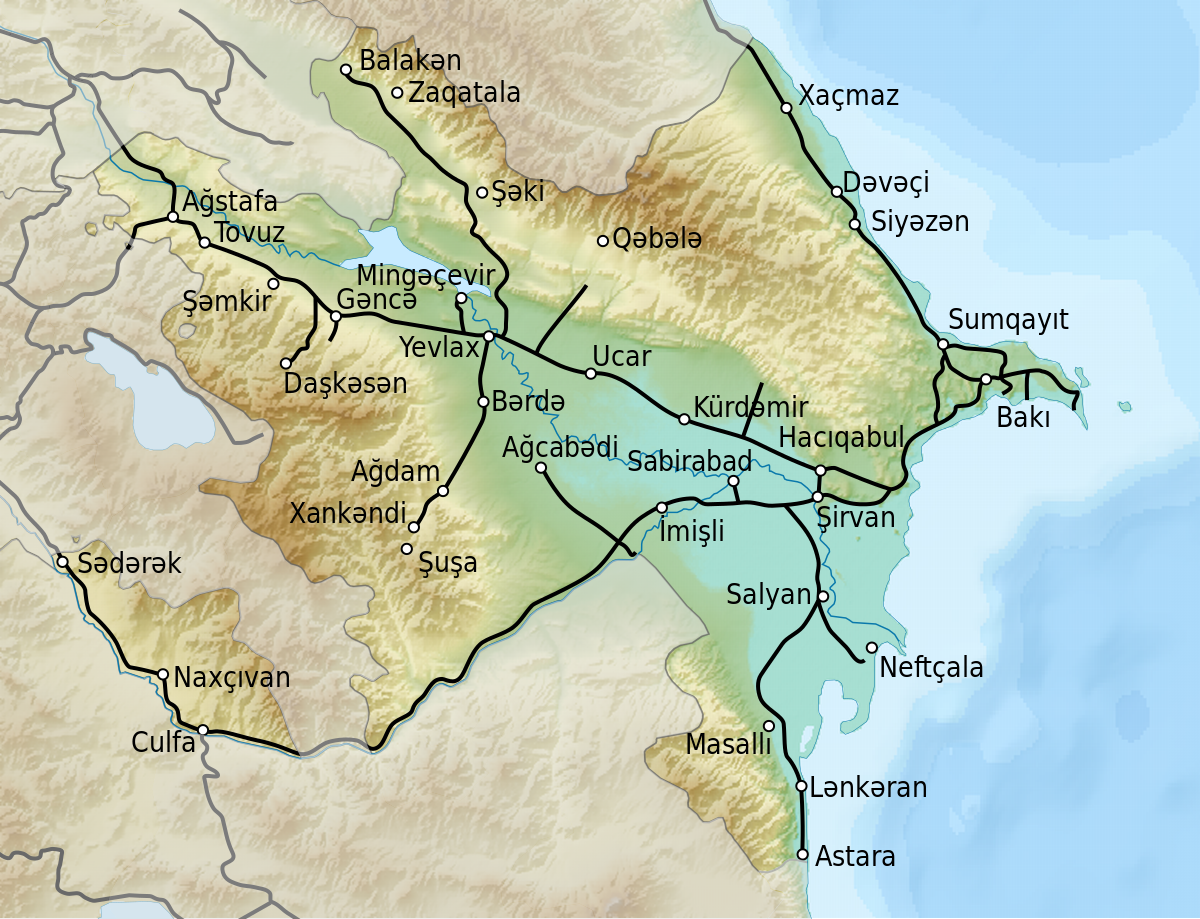
Carte des chemins de fer azerbaïdjanais actuelle.

Ligne Kars-Tbilissi-Bakou.

Le réseau ferroviaire azerbaïdjanais s'étend en 2009 sur 2 918 km, dont 1 278 km sont électrifiés.
La première ligne de chemin de fer a été construite sous l'Empire russe (début des travaux en 1878) et a relié la capitale Bakou avec ses banlieues et les zones industriels et des ports, à l'intérieur et autour de la ville en 1880. La longueur du premier chemin de fer en Azerbaïdjan était de 20 km. Le transport du pétrole par train à vapeur entre Bakou et sa banlieue Sabuncu a été réalisé.
La deuxième ligne de chemin de fer a été construite qui a relié Bakou à Tbilissi, la capitale de la Géorgie en 1883, dont la longueur est de 550 km. À la fin du XIXe siècle, l'Azerbaïdjan a été connecté avec le reste de l'Empire russe, avec l'achèvement de la ligne de chemin de fer à Derbent au Daghestan, dont la longueur est de 231 km.
Le volume de trafic par le Chemin de fer de l'Azerbaïdjan en 2005 était de 2 620 100 000 t et de 550 970 000 de passagers. Le volume de trafic était de 9 524 000 000 t et le transport de passagers était de 881 100 000. Le volume de trafic sur le corridor de l'Europe-Caucase-Asie était de 7 327 600 000 t en total.
L'écartement des rails est de 1 520 mm et les lignes sont électrifiées à 3 000 V (3 kV) DC.
La ligne Bakou-Tbilissi-Kars est un projet de ligne de chemin de fer qui reliera directement la Turquie, la Géorgie et l'Azerbaïdjan. Il est prévu pour être achevé et mis en service en 2012.

#### Liaisons ferroviaires avec les pays limitrophes
- Arménie – oui – fermé pour des raisons politiques.
- Géorgie – oui – lien à la Turquie en cours de construction et devrait être achevé en 2012.
- Iran – oui – change d'écartement des rails – via l'Arménie, mais aujourd'hui, seulement avec le Nakhitchevan.
- Russie – oui.
- Turquie – non – change d'écartement des rails – via la Géorgie qui en cours de construction et qui devrait être achevé en 2012.

### Métro
Le seul métro d'Azerbaïdjan est celui de Bakou, la capitale. Le métro de Bakou a ouvert ses portes le 6 novembre 1967. Il se compose de trois lignes, rouge, verte et violette, d'une longueur totale de 36,7 km et compte 25 stations. Il s'agit de l'un des deux types de transport urbain les plus importants (avec les transports publics urbains) à Bakou, transportant un volume important de trafic de passagers.

## Routes

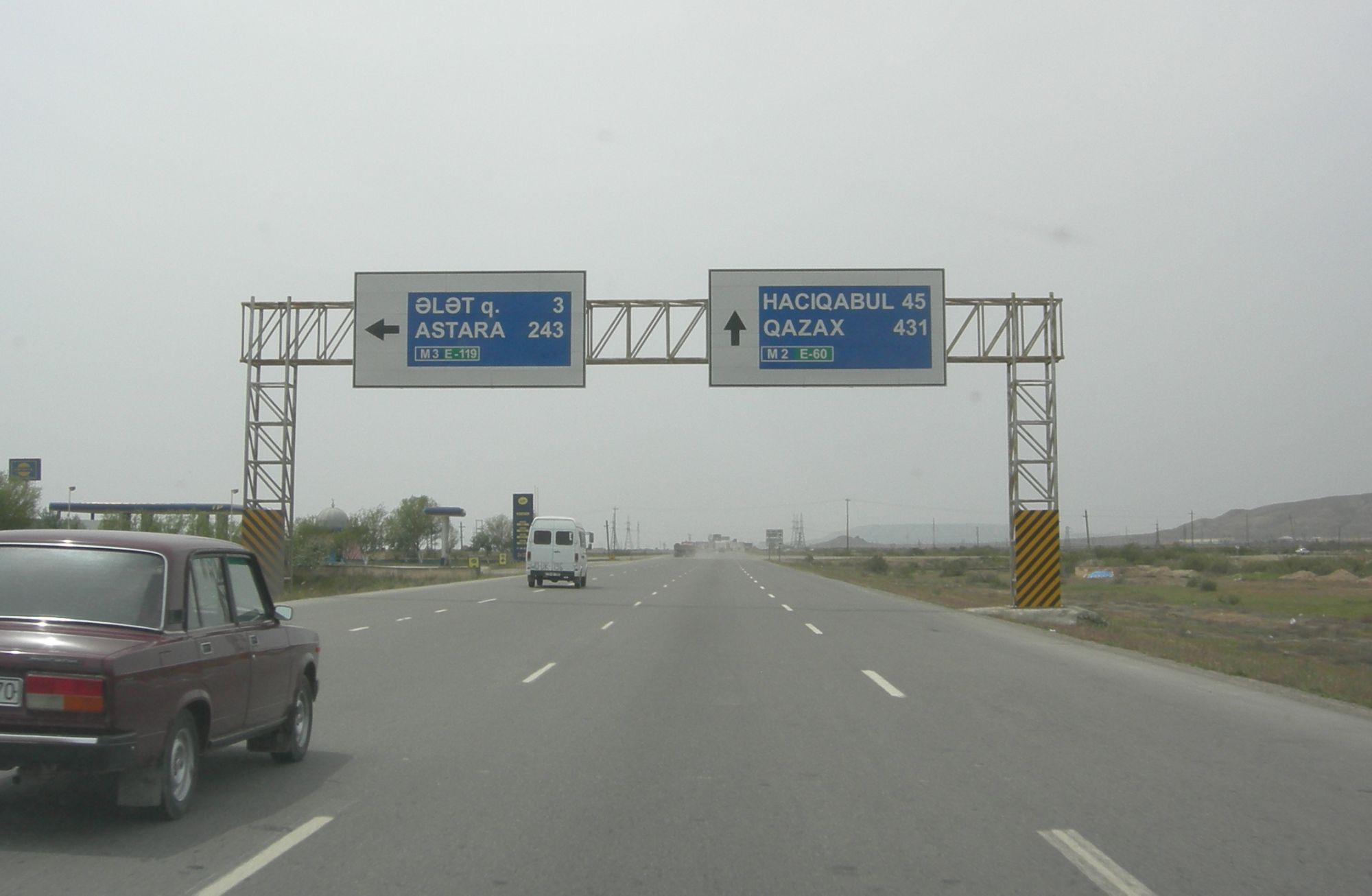
Autoroute qui fait partie de la route européenne 60, près de Ələt, sud-ouest de Bakou.

En 2006, le réseau routier azerbaïdjanais est long de 59 141 km, dont 29 210 km sont asphaltés. Il est prévu de rénover 3 578 km de routes nationales et 5 928 km de routes locales en 2015.
Les limitations de vitesse sont les suivantes :
- 60 km/h en ville
- 90 km/h hors agglomération
- 110 km/h sur autoroute

## Transports maritimes

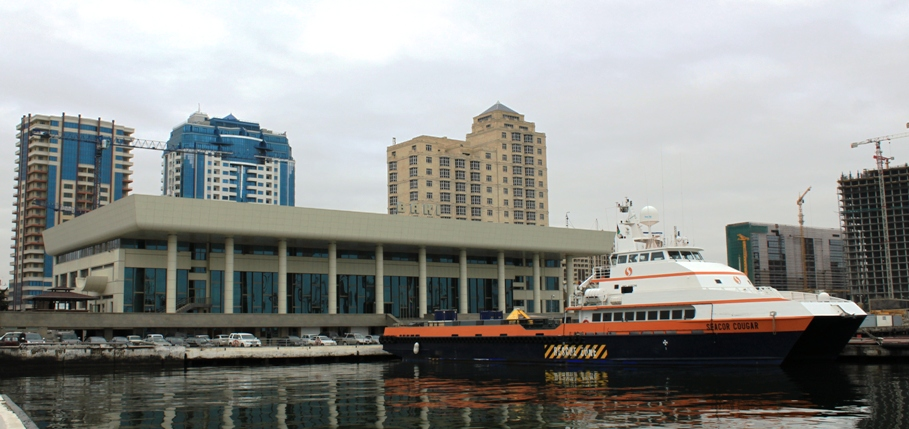
Vue du port de ferry à Bakou.

Toutes les voies marines d'Azerbaïdjan commencent à Bakou, le plus grand port de la mer Caspienne et la base de la marine marchande azerbaïdjanaise.
Il est possible d'atteindre Astrakhan et Makhatchkala en Russie, Aktaou en Kazakhstan, Türkmenbaşy en Turkménistan et Bandar-e Anzali en Iran. Il est possible de s’ouvrir aux océans du monde à partir de la mer Caspienne d’Azerbaïdjan par du fleuve Volga vers le canal Volga-Don. Avec le canal Don-Volga, la Volga et le Don forment ensemble la voie la plus directe reliant la mer Caspienne à la mer d'Azov, et donc la mer Noire et les océans. La voie navigable Volga-Baltique relie la Volga avec la mer Baltique. Les bateaux d'Azerbaïdjan peuvent s'ouvrir aux océans du monde tant par le canal Volga-Don et la voie navigable Volga-Baltique, mais seulement avec des navires fluviaux.
Les ferrys fonctionnent entre Bakou-Türkmenbaşy, Bakou-Aktaou et Bakou-Bekdache met 11 heures à traverser des deux côtes. Le pétrole est transporté par des bateaux citernes sur la mer Caspienne. En hiver, le nord de la mer Caspienne se gèle, le parcours Bakou-Astrakhan ne fonctionne plus. La plupart des bateaux emmènent leur charges vers les ports qui se trouvent à la mer Noire et la mer Méditerranée. Ainsi, ils assurent une large contribution de monnaies étrangères au budget azerbaïdjanais
L'administration publique maritime de la mer Caspienne et le port maritime commercial de Bakou jouent un grand rôle dans la transportation sur l'eau de l'Azerbaïdjan.

### Marine marchande
- Total : 92
- Navires par catégories : cargos 27, passagers 2, passagers / cargos 9, rouliers 3, pétroliers 48, pétroliers spécialisées 3.

(2010)

### Ports maritimes
- Bakou
- Sumqayıt
- Lankaran
- Neftçala
- Dübendi

## Aéroports
En 2010, l'Azerbaïdjan compte 35 aéroports dont le principal est l'aéroport international Heydar Aliyev de Bakou, suivi par l'aéroport international de Gandja, l'aéroport international de Nakhitchevan et l'aéroport international de Lankaran.
La principale compagnie aérienne azerbaïdjanaise est Azerbaijan Airlines.

### Aéroports au total
- Total : 35 (2010)[1]

#### Aéroports, avec pistes en dur
- Total : 27
- De plus de 3 000 m : 3, dont les quatre principaux sont les aéroports de Bakou, Aéroport international de Gandja, Aéroport international de Nakhitchevan et  Aéroport international de Lankaran.
- De 2500 à 3 000 m : 6
- De 1500 à 2 500 m : 13
- De 1000 à 1 500 m : 4
- De moins de 1 000 m : 1

(2010)

#### Aéroports, avec pistes en terre
- Total : 8
- De moins de 1 000 m : 8

(2010)

### Héliports
- Total : 1

(2010)

## Transports des hydrocarbures

Carte de l'oléoduc Bakou-Tbilissi-Ceyhan.

Les canalisations des hydrocarbures en Azerbaïdjan pour transporter le pétrole et le gaz naturel sont largement développées. Les oléoducs jouent un rôle très important pour le transport du pétrole tant à l’intérieur du pays qu'à l’étranger. Pour cette raison, on réalise les opérations pour le développement des canalisations des hydrocarbures  chaque an. La première oléoduc a été construite à la péninsule d'Abşeron conformément à la production du pétrole dans le pays. On a mis en service un oléoduc ayant une longueur de 800 km entre Bakou et Batoumi en Géorgie au début du XXe siècle.
La deuxième étape, pour l'exportation de gaz naturel, a été développé avec la construction des gazoducs, et le gaz naturel est la deuxième plus importante source d'hydrocarbure qui est exportée par l'Azerbaïdjan.
La mise en service de l'oléoduc Bakou-Tbilissi-Ceyhan en 2006 est un développement très important pour l'exportation du pétrole d’Azerbaïdjan au marché mondial. Cet oléoduc transporte plus de 50 millions tonnes de pétrole par an aux marchés mondiaux.

### Conduite
La longueur totale des canalisations des hydrocarbures dans les pays est de 4 485 km.
- Gazoduc : 3 361 km
- Oléoduc : 1 024 km

(2010)